# Nederlandse Rode lijst (paddenstoelen A t/m E)
De Rode Lijst voor paddenstoelen was voorheen opgenomen in het besluit Rode Lijst paddenstoelen en nu in het besluit Rode Lijsten.
De Rode Lijsten worden regelmatig, bijvoorbeeld eens in de 10 jaar, bijgewerkt. Minister Veerman van Landbouw, Natuur en Voedselkwaliteit heeft op 5 november 2004 de nieuwe Rode Lijsten voor bedreigde dier- en plantensoorten vastgesteld. De Rode Lijst voor paddenstoelen is zeer uitgebreid en er staan nu 1648 soorten paddenstoelen op.
De naamgeving van de soorten is aangepast. Er zijn zes soorten geschrapt, omdat ze niet aan de criteria voor plaatsing op de Rode Lijst voldoen. Het betreft de soorten Hydnangium carneum, Lycoperdon marginatum, Tuber excavatum, Typhula variabilis, Xylaria digitata en Xylobolus frustulatus.
Op de Rode Lijsten staan, naast de bedreigde soorten, beschermingsmaatregelen om deze soorten weer in aantal te laten toenemen. Doordat overheden en terreinbeherende organisaties bij hun beleid en beheer rekening houden met de Rode Lijsten, wordt gehoopt dat van de nu bedreigde organismen er over tien jaar een aantal niet meer bedreigd zal zijn en dus van de Rode lijst afgevoerd kunnen worden.

## Categorieën
Er worden acht categorieën onderscheiden:
- uitgestorven op wereldschaal
- in het wild uitgestorven op wereldschaal
- verdwenen uit Nederland
- in het wild verdwenen uit Nederland
- ernstig bedreigd
- bedreigd
- kwetsbaar
- gevoelig

## De soorten op de Rode Lijst van 2004
- Nederlandse Rode lijst (paddenstoelen F t/m J)
- Nederlandse Rode lijst (paddenstoelen K t/m O)
- Nederlandse Rode lijst (paddenstoelen P t/m T)
- Nederlandse Rode lijst (paddenstoelen U t/m W)
- Nederlandse Rode lijst (paddenstoelen X t/m eind)

|                                |                                   |                  |  |
| A                              |                                   |                  |  |
| Aarddrager                     | Inocybe splendens                 | kwetsbaar        |  |
| Abrikoosfluweelboleet          | Boletus armeniacus                | bedreigd         |  |
| Abrikozenrussula               | Russula risigallina               | kwetsbaar        |  |
| Adellijke bosbekerzwam         | Peziza badiofusca                 | bedreigd         |  |
| Adonismycena                   | Mycena adonis                     | kwetsbaar        |  |
| Afgeplatte grondbekerzwam      | Geopora tenuis                    | kwetsbaar        |  |
| Amandelrussula                 | Russula laurocerasi               | ernstig bedreigd |  |
| Amandelsatijnzwam              | Entoloma amygdalinum              | gevoelig         |  |
| Amandelslijmkop                | Hygrophorus agathosmus            | verdwenen        |  |
| Amandelvezelkop                | Inocybe hirtella                  | kwetsbaar        |  |
| Amethistbekertje               | Smardaea amethystina              | gevoelig         |  |
| Amethistrussula                | Russula amethystina               | kwetsbaar        |  |
| Anemonenbekerzwam              | Dumontinia tuberosa               | bedreigd         |  |
| Anijskoraalzwam                | Ramaria gracilis                  | verdwenen        |  |
| Anijskurkzwam                  | Trametes suaveolens               | kwetsbaar        |  |
| Antracietrussula               | Russula anthracina                | ernstig bedreigd |  |
| Apothekerswasplaat             | Hygrocybe nitrata                 | ernstig bedreigd |  |
| Appelboomkaaszwam              | Tyromyces fissilis                | kwetsbaar        |  |
| Appelgeurrussula               | Russula torulosa                  | ernstig bedreigd |  |
| Appelrussula                   | Russula paludosa                  | bedreigd         |  |
| Armbandgordijnzwam             | Cortinarius armillatus            | ernstig bedreigd |  |
| Avondroodstekelzwam            | Sarcodon joeides                  | ernstig bedreigd |  |
| Azuursteelgordijnzwam          | Cortinarius azureus               | bedreigd         |  |
|                                |                                   |                  |  |
| B                              |                                   |                  |  |
| Baardige melkzwam              | Lactarius torminosus [s.s.]       | kwetsbaar        |  |
| Ballonsatijnzwam               | Entoloma globuliferum             | ernstig bedreigd |  |
| Baretaardster                  | Geastrum striatum                 | bedreigd         |  |
| Bedrieglijke gordijnzwam       | Cortinarius simulatus             | ernstig bedreigd |  |
| Bedrieglijke vezelkop          | Inocybe decipiens [s.s.]          | kwetsbaar        |  |
| Bedwelmende inktzwam           | Coprinus narcoticus               | gevoelig         |  |
| Beekmijtertje                  | Mitrula paludosa                  | bedreigd         |  |
| Beekmosklokje                  | Galerina inundata                 | ernstig bedreigd |  |
| Beemdwasplaat                  | Hygrocybe marchii                 | ernstig bedreigd |  |
| Bepoederd breeksteeltje        | Conocybe aberrans                 | kwetsbaar        |  |
| Berijpte galgordijnzwam        | Cortinarius causticus             | bedreigd         |  |
| Berijpte veldridderzwam        | Melanoleuca subpulverulenta       | gevoelig         |  |
| Berkenbundelzwam               | Pholiota heteroclita              | kwetsbaar        |  |
| Berkenridderzwam               | Tricholoma fulvum                 | kwetsbaar        |  |
| Beroete brandplekbekerzwam     | Peziza endocarpoides              | ernstig bedreigd |  |
| Bestoven kaaszwam              | Oligoporus rennyi                 | kwetsbaar        |  |
| Beukenbladmycena               | Mycena fagetorum                  | gevoelig         |  |
| Beukenfranjehoed               | Psathyrella fusca                 | kwetsbaar        |  |
| Beukenkoraalzwam               | Ramaria fagetorum                 | bedreigd         |  |
| Beukenmelkzwam                 | Lactarius fluens                  | kwetsbaar        |  |
| Beukentaailing                 | Marasmius wynnei                  | kwetsbaar        |  |
| Beukenweerschijnzwam           | Inonotus nodulosus                | kwetsbaar        |  |
| Beurschampignon                | Agaricus gennadii                 | bedreigd         |  |
| Bezemfranjehoed                | Psathyrella lacuum                | verdwenen        |  |
| Bezemkoraaltje                 | Ramariopsis tenuiramosa           | bedreigd         |  |
| Bisschopsmuts                  | Gyromitra infula                  | ernstig bedreigd |  |
| Bittere boleet                 | Tylopilus felleus                 | kwetsbaar        |  |
| Bittere knolgordijnzwam        | Cortinarius sodagnitus            | verdwenen        |  |
| Bittere mycena                 | Mycena erubescens                 | kwetsbaar        |  |
| Bittere trechterzwam           | Pseudoomphalina pachyphylla       | bedreigd         |  |
| Bittere wasplaat               | Hygrocybe reai                    | ernstig bedreigd |  |
| Bittere zompzwam               | Alnicola amarescens               | bedreigd         |  |
| Bitterscherpe ridderzwam       | Tricholoma sciodes                | gevoelig         |  |
| Blanke pronkridder             | Calocybe constricta               | gevoelig         |  |
| Blauwbruin staalsteeltje       | Entoloma pseudocoelestinum        | gevoelig         |  |
| Blauwe knolgordijnzwam         | Cortinarius coerulescens          | gevoelig         |  |
| Blauwe korstzwam               | Terana coerulea                   | gevoelig         |  |
| Blauwe molenaarssatijnzwam     | Entoloma bloxamii                 | gevoelig         |  |
| Blauwe satijnzwam              | Entoloma nitidum                  | ernstig bedreigd |  |
| Blauwe stippelsteelsatijnzwam  | Entoloma dichroum                 | gevoelig         |  |
| Blauwgegordelde gordijnzwam    | Cortinarius collinitus            | verdwenen        |  |
| Blauwgestreepte stekelzwam     | Hydnellum caeruleum               | verdwenen        |  |
| Blauwgrijze schorsmycena       | Mycena pseudocorticola            | gevoelig         |  |
| Blauwgroen breeksteeltje       | Conocybe aeruginosa               | verdwenen        |  |
| Blauwgroen trechtertje         | Omphalina chlorocyanea            | gevoelig         |  |
| Blauwplaatstaalsteeltje        | Entoloma chalybaeum               | bedreigd         |  |
| Blauwvlekkende rouwridderzwam  | Lyophyllum gangraenosum           | kwetsbaar        |  |
| Blauwvlokkige satijnzwam       | Entoloma coeruleoflocculosum      | ernstig bedreigd |  |
| Blauwvoetbreeksteeltje         | Conocybe cyanopus                 | verdwenen        |  |
| Blauwvoethertenzwam            | Pluteus cyanopus                  | ernstig bedreigd |  |
| Blauwvoetkaalkopje             | Psilocybe fimetaria               | gevoelig         |  |
| Blauwvoetmycena                | Mycena cyanorrhiza                | verdwenen        |  |
| Blauwvoetstekelzwam            | Sarcodon scabrosus                | ernstig bedreigd |  |
| Blauwwordend kaalkopje         | Psilocybe cyanescens              | bedreigd         |  |
| Blauwzwarte satijnzwam         | Entoloma corvinum                 | ernstig bedreigd |  |
| Blauwzwarte stekelzwam         | Phellodon niger                   | ernstig bedreigd |  |
| Bleek matkopje                 | Simocybe quebecensis              | gevoelig         |  |
| Bleek moskussentje             | Pulvinula niveoalba               | gevoelig         |  |
| Bleek pelsbekertje             | Trichophaea woolhopeia            | kwetsbaar        |  |
| Bleek staalsteeltje            | Entoloma lividocyanulum           | gevoelig         |  |
| Bleekbruin staalsteeltje       | Entoloma sodale                   | ernstig bedreigd |  |
| Bleekgeel plooivlies           | Hypochniciellum molle             | bedreigd         |  |
| Bleekgele bossatijnzwam        | Entoloma majaloides               | gevoelig         |  |
| Bleekgele russula              | Russula farinipes                 | kwetsbaar        |  |
| Bleekgele satijnzwam           | Entoloma neglectum                | gevoelig         |  |
| Bleekgele vezelkop             | Inocybe ochroalba                 | kwetsbaar        |  |
| Bleekhoedviltkop               | Inocybe leucoblema                | ernstig bedreigd |  |
| Bleeklila vezelkop             | Inocybe huijsmanii                | gevoelig         |  |
| Bleekoranje zalmplaat          | Rhodocybe melleopallens           | bedreigd         |  |
| Bleekrandslijmkop              | Hygrophorus unicolor              | gevoelig         |  |
| Bleekroze koraalzwam           | Ramaria suecica                   | ernstig bedreigd |  |
| Bleeksporig mosklokje          | Galerina pallidispora             | gevoelig         |  |
| Bleeksteelvezelkop             | Inocybe albovelutipes [s.s.]      | bedreigd         |  |
| Bleke amaniet                  | Amanita lividopallescens          | gevoelig         |  |
| Bleke barsthoed                | Dermoloma josserandii [s.l.]      | bedreigd         |  |
| Bleke berkenboleet             | Leccinum roseotinctum             | verdwenen        |  |
| Bleke berkengordijnzwam        | Cortinarius betulinus             | gevoelig         |  |
| Bleke boleet                   | Boletus fechtneri                 | verdwenen        |  |
| Bleke borstelkurkzwam          | Coriolopsis trogii                | kwetsbaar        |  |
| Bleke bosbekerzwam             | Peziza domiciliana                | ernstig bedreigd |  |
| Bleke fluweelmelkzwam          | Lactarius azonites                | ernstig bedreigd |  |
| Bleke galgordijnzwam           | Cortinarius cristallinus          | kwetsbaar        |  |
| Bleke grondbekerzwam           | Geopora foliacea                  | verdwenen        |  |
| Bleke harpoenzwam              | Hohenbuehelia mastrucata          | kwetsbaar        |  |
| Bleke hersentruffel            | Hydnobolites cerebriformis        | gevoelig         |  |
| Bleke knoflooktaailing         | Marasmius querceus                | ernstig bedreigd |  |
| Bleke koraalzwam               | Ramaria pallida                   | verdwenen        |  |
| Bleke melkzwam                 | Lactarius pallidus                | bedreigd         |  |
| Bleke schelpsatijnzwam         | Entoloma depluens                 | gevoelig         |  |
| Bleke sikkelkoraalzwam         | Clavulinopsis subtilis            | gevoelig         |  |
| Bleke stippelsteelsatijnzwam   | Entoloma allochroum               | gevoelig         |  |
| Bleke trechtersatijnzwam       | Entoloma pallens                  | kwetsbaar        |  |
| Bleke truffel                  | Tuber borchii                     | verdwenen        |  |
| Bleke vlokfranjehoed           | Psathyrella pervelata             | kwetsbaar        |  |
| Bleke zandvezelkop             | Inocybe pruinosa                  | kwetsbaar        |  |
| Bleke zijdegordijnzwam         | Cortinarius sebaceus              | verdwenen        |  |
| Bloeddruppelstekelzwam         | Hydnellum peckii                  | verdwenen        |  |
| Bloedende champignonparasol    | Leucoagaricus badhamii [s.s.]     | gevoelig         |  |
| Bloedhuidje                    | Phanerochaete sanguinea           | bedreigd         |  |
| Bloedplaatgordijnzwam          | Cortinarius phoeniceus            | gevoelig         |  |
| Bloedrode gordijnzwam          | Cortinarius sanguineus            | ernstig bedreigd |  |
| Bloedrode russula              | Russula sanguinaria               | ernstig bedreigd |  |
| Bloemaardster                  | Geastrum floriforme               | gevoelig         |  |
| Bloemkoolzwam                  | Ramaria botrytis                  | verdwenen        |  |
| Blozende gordijnzwam           | Cortinarius paracephalixus        | gevoelig         |  |
| Blozende knolvezelkop          | Inocybe godeyi                    | ernstig bedreigd |  |
| Blozende mycena                | Mycena mitis                      | gevoelig         |  |
| Blozende ridderzwam            | Tricholoma orirubens              | gevoelig         |  |
| Blozende stekelzwam            | Bankera fuligineoalba             | verdwenen        |  |
| Blozende wasplaat              | Hygrocybe ingrata                 | gevoelig         |  |
| Blozende zandfranjehoed        | Psathyrella dunensis              | verdwenen        |  |
| Bochtige melkzwam              | Lactarius roseozonatus            | verdwenen        |  |
| Bokaalkluifzwam                | Helvella acetabulum               | kwetsbaar        |  |
| Bol pelsbekertje               | Trichophaea hemisphaerioides      | gevoelig         |  |
| Bolhoedbreeksteeltje           | Conocybe huysmanii                | gevoelig         |  |
| Bolvoetbreeksteeltje           | Conocybe abruptibulbosa           | gevoelig         |  |
| Bonte berkenrussula            | Russula versicolor                | kwetsbaar        |  |
| Boomgaardstekelkorstzwam       | Sarcodontia crocea                | bedreigd         |  |
| Boordloze dennenzwam           | Skeletocutis kuehneri             | gevoelig         |  |
| Boorvoetbreeksteeltje          | Conocybe antipus                  | kwetsbaar        |  |
| Bosbrandvlamhoed               | Gymnopilus odini [s.s.]           | bedreigd         |  |
| Bospadbundelzwam               | Pholiota mixta                    | ernstig bedreigd |  |
| Bosparasolzwam                 | Lepiota clypeolaria               | bedreigd         |  |
| Bramenmeelschijfje             | Aleurodiscus aurantius            | gevoelig         |  |
| Brandpelsbekertje              | Trichophaea abundans [s.s.]       | ernstig bedreigd |  |
| Brandplekbundelzwam            | Pholiota highlandensis            | kwetsbaar        |  |
| Brandplekfranjehoed            | Psathyrella pennata               | bedreigd         |  |
| Brandplekinktzwam              | Coprinus angulatus                | kwetsbaar        |  |
| Brandplekknotszwam             | Clavaria tenuipes [s. Schild]     | gevoelig         |  |
| Brandplekmosklokje             | Galerina carbonicola              | gevoelig         |  |
| Brandplekmosschijfje           | Neottiella ithacaensis            | verdwenen        |  |
| Brandplekribbelzwam            | Faerberia carbonarium             | ernstig bedreigd |  |
| Brandpleksatijnzwam            | Entoloma carbonicola              | verdwenen        |  |
| Brandplekspikkelschijfje       | Ascobolus carbonarius             | ernstig bedreigd |  |
| Brandplekvlokinktzwam          | Coprinus gonophyllus              | kwetsbaar        |  |
| Brandplekzompzwam              | Alnicola pseudoamarescens         | bedreigd         |  |
| Breedbladige sponszwam         | Sparassis spathulata              | gevoelig         |  |
| Breedgerande poria             | Oxyporus latemarginatus           | gevoelig         |  |
| Breedplaatsatijnzwam           | Entoloma ventricosum              | gevoelig         |  |
| Breedschubbige champignon      | Agaricus lanipes                  | gevoelig         |  |
| Broekbosmosklokje              | Galerina salicicola               | gevoelig         |  |
| Brokkelzakamaniet              | Amanita submembranacea            | gevoelig         |  |
| Bronskleurig eekhoorntjesbrood | Boletus aereus                    | ernstig bedreigd |  |
| Broos vuurzwammetje            | Hygrocybe helobia                 | kwetsbaar        |  |
| Bruin ballonbekertje           | Sphaerosporella brunnea           | ernstig bedreigd |  |
| Bruin grondschijfje            | Discinella boudieri               | verdwenen        |  |
| Bruin viltkogeltje             | Leucoscypha patavina              | gevoelig         |  |
| Bruinbultige franjehoed        | Psathyrella gossypina             | ernstig bedreigd |  |
| Bruine aardster                | Geastrum elegans                  | ernstig bedreigd |  |
| Bruine anijszwam               | Lentinellus cochleatus            | kwetsbaar        |  |
| Bruine bekerzwam               | Peziza badia                      | kwetsbaar        |  |
| Bruine beukengordijnzwam       | Cortinarius holophaeus            | verdwenen        |  |
| Bruine borstelkurkzwam         | Coriolopsis gallica               | gevoelig         |  |
| Bruine bosbekerzwam            | Peziza arvernensis                | gevoelig         |  |
| Bruine dennenvezelkop          | Inocybe involuta                  | gevoelig         |  |
| Bruine grauwkop                | Tephrocybe confusa                | gevoelig         |  |
| Bruine kale inktzwam           | Coprinus romagnesianus            | gevoelig         |  |
| Bruine kleibosgordijnzwam      | Cortinarius nemorensis            | kwetsbaar        |  |
| Bruine korrelhoed              | Cystoderma granulosum             | ernstig bedreigd |  |
| Bruine modderbekerzwam         | Peziza limnaea                    | kwetsbaar        |  |
| Bruine narcisridderzwam        | Tricholoma bufonium               | ernstig bedreigd |  |
| Bruine pelargoniumvezelkop     | Inocybe obscureobadia             | kwetsbaar        |  |
| Bruine poria                   | Donkioporia expansa               | ernstig bedreigd |  |
| Bruine ringboleet              | Suillus luteus                    | kwetsbaar        |  |
| Bruine schijntrechterzwam      | Pseudoclitocybe cyathiformis      | bedreigd         |  |
| Bruine trechtersatijnzwam      | Entoloma sericeoides              | gevoelig         |  |
| Bruine vezeltruffel            | Rhizopogon vulgaris               | verdwenen        |  |
| Bruine wasplaat                | Hygrocybe colemanniana            | gevoelig         |  |
| Bruine zandvezelkop            | Inocybe subcarpta                 | ernstig bedreigd |  |
| Bruine zwartsneesatijnzwam     | Entoloma caesiocinctum            | kwetsbaar        |  |
| Bruinesuikerzwam               | Exidia saccharina                 | gevoelig         |  |
| Bruingele stekelparasolzwam    | Lepiota carinii                   | gevoelig         |  |
| Bruingele wolgordijnzwam       | Cortinarius lanatus               | gevoelig         |  |
| Bruingerand staalsteeltje      | Entoloma atromarginatum           | ernstig bedreigd |  |
| Bruingerande satijnzwam        | Entoloma fuscomarginatum          | gevoelig         |  |
| Bruingestreepte wasplaat       | Hygrocybe radiata                 | ernstig bedreigd |  |
| Bruingrijze sapsteel           | Hydropus scabripes                | gevoelig         |  |
| Bruinkorrelig vloksteeltje     | Flammulaster granulosus           | gevoelig         |  |
| Bruinplaatfranjehoed           | Psathyrella badiophylla           | kwetsbaar        |  |
| Bruinrode duintrechterzwam     | Clitocybe glareosa                | gevoelig         |  |
| Bruinrode vloksteelsatijnzwam  | Entoloma pulvereum                | verdwenen        |  |
| Bruinrode wasplaat             | Hygrocybe perplexa                | ernstig bedreigd |  |
| Bruinrode zompzwam             | Alnicola spadicea                 | bedreigd         |  |
| Bruinschubbig vuurzwammetje    | Hygrocybe turunda ss. Arnolds     | ernstig bedreigd |  |
| Bruinschubbige franjehoed      | Psathyrella caput-medusae         | ernstig bedreigd |  |
| Bruinschubbige gordijnzwam     | Cortinarius pholideus             | bedreigd         |  |
| Bruinsnedeviltkop              | Inocybe fuscomarginata            | kwetsbaar        |  |
| Bruinviolette gordijnzwam      | Cortinarius scutulatus            | kwetsbaar        |  |
| Bruinvoetmosklokje             | Galerina badipes                  | kwetsbaar        |  |
| Bruinzwarte vuurzwam           | Phellinus conchatus               | kwetsbaar        |  |
| Buitenbeenstekelparasolzwam    | Lepiota boertmannii               | gevoelig         |  |
| Bundelknotszwam                | Clavulinopsis fusiformis          | ernstig bedreigd |  |
| Bundelkorsttrechtertje         | Cotylidia pannosa                 | verdwenen        |  |
| Bundelschijnridderzwam         | Lepista ovispora                  | gevoelig         |  |
|                                |                                   |                  |  |
| C                              |                                   |                  |  |
| Caramelsatijnzwam              | Entoloma sacchariolens            | ernstig bedreigd |  |
| Cedergrondbekerzwam            | Geopora sumneriana                | gevoelig         |  |
| Cederhoutgordijnzwam           | Cortinarius parvannulatus         | gevoelig         |  |
| Citroengele mycena             | Mycena limonia                    | gevoelig         |  |
| Citroensnedemycena             | Mycena citrinomarginata           | bedreigd         |  |
| Citroenstrookzwam              | Antrodia xantha                   | gevoelig         |  |
| Compostchampignonparasol       | Leucoagaricus meleagris           | gevoelig         |  |
| Compostcollybia                | Collybia luxurians                | gevoelig         |  |
| Conische wolfranjehoed         | Psathyrella canoceps              | gevoelig         |  |
| Craquel‚russula                | Russula cutefracta                | ernstig bedreigd |  |
| Cystidetrechtersatijnzwam      | Entoloma griseorubidum            | gevoelig         |  |
|                                |                                   |                  |  |
| D                              |                                   |                  |  |
| Dadelbruine brandplekbekerzwam | Peziza petersii                   | bedreigd         |  |
| Dennen-eekhoorntjesbrood       | Boletus pinophilus                | verdwenen        |  |
| Dennensatijnzwam               | Entoloma cetratum [s.l.]          | kwetsbaar        |  |
| Dennenslijmkop                 | Hygrophorus hypothejus            | bedreigd         |  |
| Dennenstekelzwam               | Phellodon tomentosus              | verdwenen        |  |
| Dennenvuurzwam                 | Phellinus pini                    | bedreigd         |  |
| Dikke gordijnzwam              | Cortinarius balteatoalbus         | gevoelig         |  |
| Dikke trechterzwam             | Clitocybe alexandri               | verdwenen        |  |
| Dikplaatsatijnzwam             | Entoloma clandestinum             | ernstig bedreigd |  |
| Dikrandruitertje               | Marasmiellus pachycraspedum       | ernstig bedreigd |  |
| Dikringridderzwam              | Tricholoma robustum               | verdwenen        |  |
| Diksteelgordijnzwam            | Cortinarius suillus [s. J. Lange] | gevoelig         |  |
| Diksteelmosklokje              | Galerina subtruncata              | gevoelig         |  |
| Donker elfenschermpje          | Mycena diosma                     | gevoelig         |  |
| Donker houtskoolbekertje       | Anthracobia tristis               | gevoelig         |  |
| Donker veenmostrechtertje      | Omphalina oniscus                 | verdwenen        |  |
| Donkerbruine franjehoed        | Psathyrella bernhardii            | verdwenen        |  |
| Donkerbruine stuifzwam         | Lycoperdon umbrinum               | gevoelig         |  |
| Donkere bossatijnzwam          | Entoloma myrmecophilum            | gevoelig         |  |
| Donkere fluweelmelkzwam        | Lactarius fuliginosus             | gevoelig         |  |
| Donkere franjezwam             | Thelephora spiculosa              | verdwenen        |  |
| Donkere geelplaatrussula       | Russula cuprea                    | ernstig bedreigd |  |
| Donkere kegelsatijnzwam        | Entoloma inutile                  | gevoelig         |  |
| Donkere knotszwam              | Clavaria greletii                 | bedreigd         |  |
| Donkere kokosmelkzwam          | Lactarius mammosus                | gevoelig         |  |
| Donkere leemhoed               | Agrocybe firma                    | gevoelig         |  |
| Donkere parasolzwam            | Macrolepiota konradii             | gevoelig         |  |
| Donkere wasplaat               | Camarophyllopsis phaeophylla      | bedreigd         |  |
| Donkerlila gordijnzwam         | Cortinarius malachius             | gevoelig         |  |
| Donsrandfranjehoed             | Psathyrella variata               | verdwenen        |  |
| Donzige beurszwam              | Volvariella hypopithys            | kwetsbaar        |  |
| Donzige truffel                | Tuber puberulum                   | ernstig bedreigd |  |
| Doolhofelfenbankje             | Cerrena unicolor                  | ernstig bedreigd |  |
| Doolhofoliecelkorst            | Gloeocystidiellum ochraceum       | verdwenen        |  |
| Dopheistuifzwam                | Lycoperdon ericaeum               | gevoelig         |  |
| Dotterdwergmijtertje           | Verpatinia calthicola             | gevoelig         |  |
| Douglasvezeltruffel            | Rhizopogon hawkerae               | gevoelig         |  |
| Draadvormige geweizwam         | Xylaria filiformis                | gevoelig         |  |
| Driekleurig ruitertje          | Marasmiellus tricolor             | gevoelig         |  |
| Droge galgordijnzwam           | Cortinarius ochroleucus           | gevoelig         |  |
| Droge slijmkop                 | Hygrophorus penarius              | gevoelig         |  |
| Druppelparasolzwam             | Chamaemyces fracidus              | ernstig bedreigd |  |
| Druppelvlekridderzwam          | Tricholoma pessundatum            | verdwenen        |  |
| Duinbreeksteeltje              | Conocybe dunensis                 | kwetsbaar        |  |
| Duindennenzwam                 | Diplomitoporus flavescens         | gevoelig         |  |
| Duinfopzwam                    | Laccaria maritima                 | gevoelig         |  |
| Duingordijnzwam                | Cortinarius ammophilus            | bedreigd         |  |
| Duinmatkopje                   | Simocybe maritima                 | gevoelig         |  |
| Duinspleetvezelkop             | Inocybe arenicola                 | bedreigd         |  |
| Duinstinkzwam                  | Phallus hadriani                  | kwetsbaar        |  |
| Duintaailing                   | Marasmius anomalus                | bedreigd         |  |
| Duinwasplaat                   | Hygrocybe conicoides              | gevoelig         |  |
| Duivelsbroodrussula            | Russula drimeia                   | kwetsbaar        |  |
| Dunne kaaszwam                 | Oligoporus lowei                  | verdwenen        |  |
| Dunne weerschijnzwam           | Inonotus cuticularis              | bedreigd         |  |
| Dunplaathoutzwam               | Gloeophyllum trabeum              | bedreigd         |  |
| Dunwandige zijdetruffel        | Hymenogaster hessei               | verdwenen        |  |
| Dwergbovist                    | Bovista limosa                    | gevoelig         |  |
| Dwergbreeksteeltje             | Conocybe dumetorum                | kwetsbaar        |  |
| Dwergdonsvoetje                | Tubaria minutalis                 | gevoelig         |  |
| Dwerggordijnzwam               | Cortinarius comatus               | gevoelig         |  |
| Dwergknotszwam                 | Clavaria pulvinaris               | verdwenen        |  |
| Dwergkoraalzwam                | Ramaria myceliosa [s.s.]          | gevoelig         |  |
| Dwergkorsttrechtertje          | Cotylidia carpatica               | verdwenen        |  |
| Dwergmestfranjehoed            | Psathyrella wavereni              | bedreigd         |  |
| Dwergmosklokje                 | Galerina clavus                   | gevoelig         |  |
| Dwergporia                     | Antrodiella romellii              | verdwenen        |  |
| Dwergrussula                   | Russula minutula                  | ernstig bedreigd |  |
| Dwergsatijnzwam                | Entoloma rhodocylix               | kwetsbaar        |  |
| Dwergvaalhoed                  | Hebeloma birrus                   | kwetsbaar        |  |
| Dwergvezelkop                  | Inocybe squarrosa                 | bedreigd         |  |
| Dwergwortelzwam                | Xerula kuehneri                   | bedreigd         |  |
|                                |                                   |                  |  |
| E                              |                                   |                  |  |
| Echt hazenoor                  | Otidea leporina [s.s.]            | bedreigd         |  |
| Echte tolzwam                  | Coltricia perennis [s.s.]         | bedreigd         |  |
| Egelparasolzwam                | Lepiota perplexa                  | gevoelig         |  |
| Egelzwammetje                  | Phaeomarasmius erinaceus          | bedreigd         |  |
| Eierzakje                      | Nidularia deformis                | bedreigd         |  |
| Eikenmeelschijfje              | Aleurodiscus disciformis          | verdwenen        |  |
| Eikenstekelzwam                | Sarcodon underwoodii              | ernstig bedreigd |  |
| Eikenvuurzwam                  | Phellinus robustus                | kwetsbaar        |  |
| Eikenweerschijnzwam            | Inonotus dryadeus                 | bedreigd         |  |
| Elegante champignonparasol     | Leucoagaricus melanotrichus       | bedreigd         |  |
| Elfenwasplaat                  | Hygrocybe ceracea                 | kwetsbaar        |  |
| Elzenamaniet                   | Amanita friabilis                 | bedreigd         |  |
| Elzenboleet                    | Gyrodon lividus                   | bedreigd         |  |
| Elzenmosklokje                 | Galerina heimansii                | ernstig bedreigd |  |
| Elzenvezelkop                  | Inocybe alnea                     | gevoelig         |  |
| Essenzwam                      | Perenniporia fraxinea             | ernstig bedreigd |  |